# Guêpe fouisseuse
Taxons concernés
- Super-famille Apoidea
  - Famille Sphecidae (l'ensemble des espèces)
  - Famille Philanthinae (l'ensemble des espèces)
- Super-famille Vespoidea
  - sous-famille Eumeninae (quelques genres)
  - Sous-famille Masarinae (quelques genres)modifier

L'expression vernaculaire Guêpe fouisseuse désigne diverses espèces de guêpes solitaires dont le point commun est de creuser des terriers où leurs larves seront nourries.
Ces espèces creusent des cavités dans des sols de natures diverses, en ramollissant celui-ci avec de l'eau régurgitée, certaines espèces exploitant les sols friables ne regurgitant pas d'eau. Quelques-unes utilisent la terre issue du creusement pour construire des cheminées temporaires au-dessus de leur trou d'entrée.
C'est le cas, notamment :
- parmi les Apoidea, l'ensemble des familles Sphecidae et de Philanthinae, qui nourrissent leurs larves avec des chenilles Lépidoptères ou des Orthoptères.
- parmi les Vespoidea, quelques genres de la sous-famille Eumeninae (également carnassières) et quelques genres de Masarinae, qui nourrissent leurs larves avec du pain d'abeille (nectar et pollen)

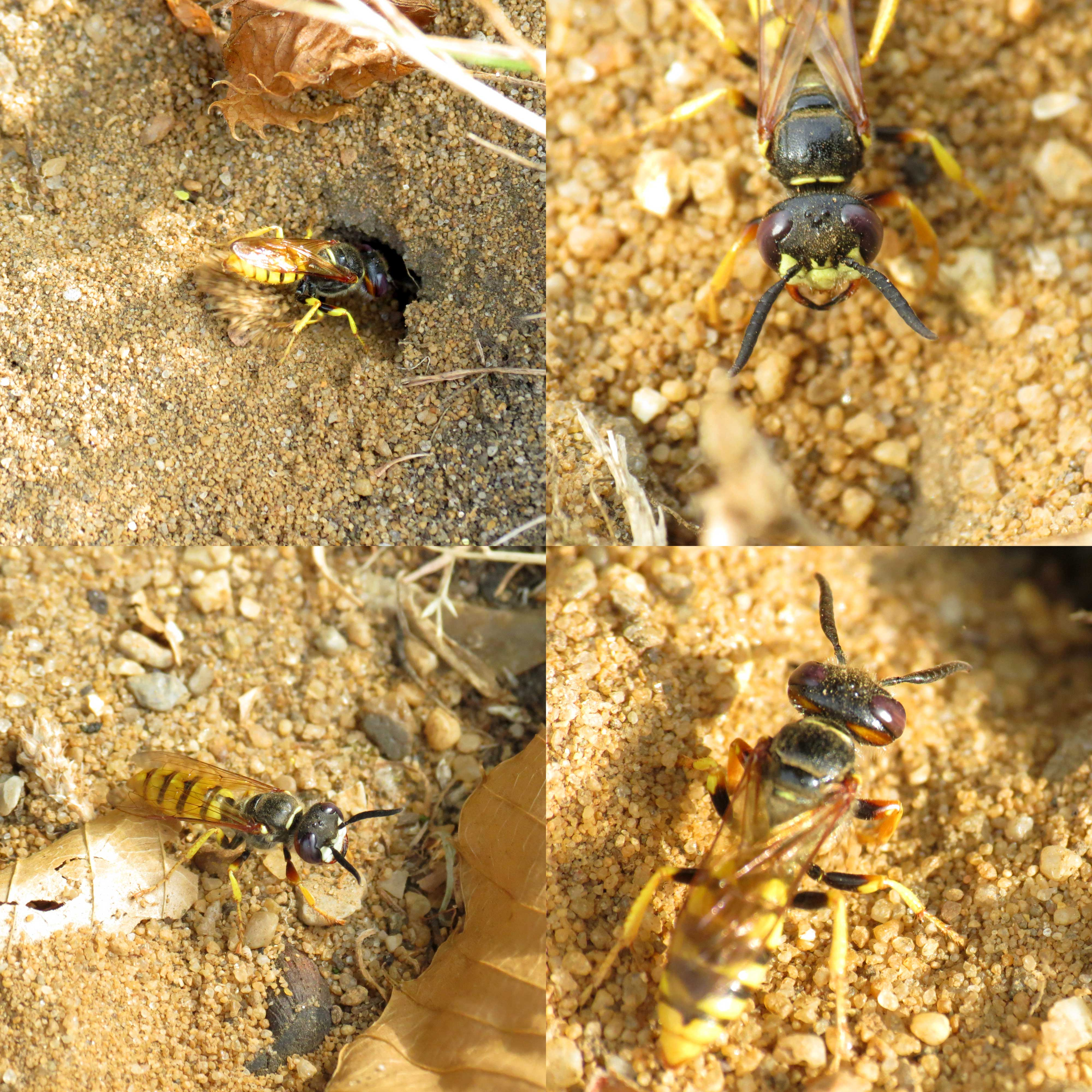
Philanthus triangulum (Philanthinae)
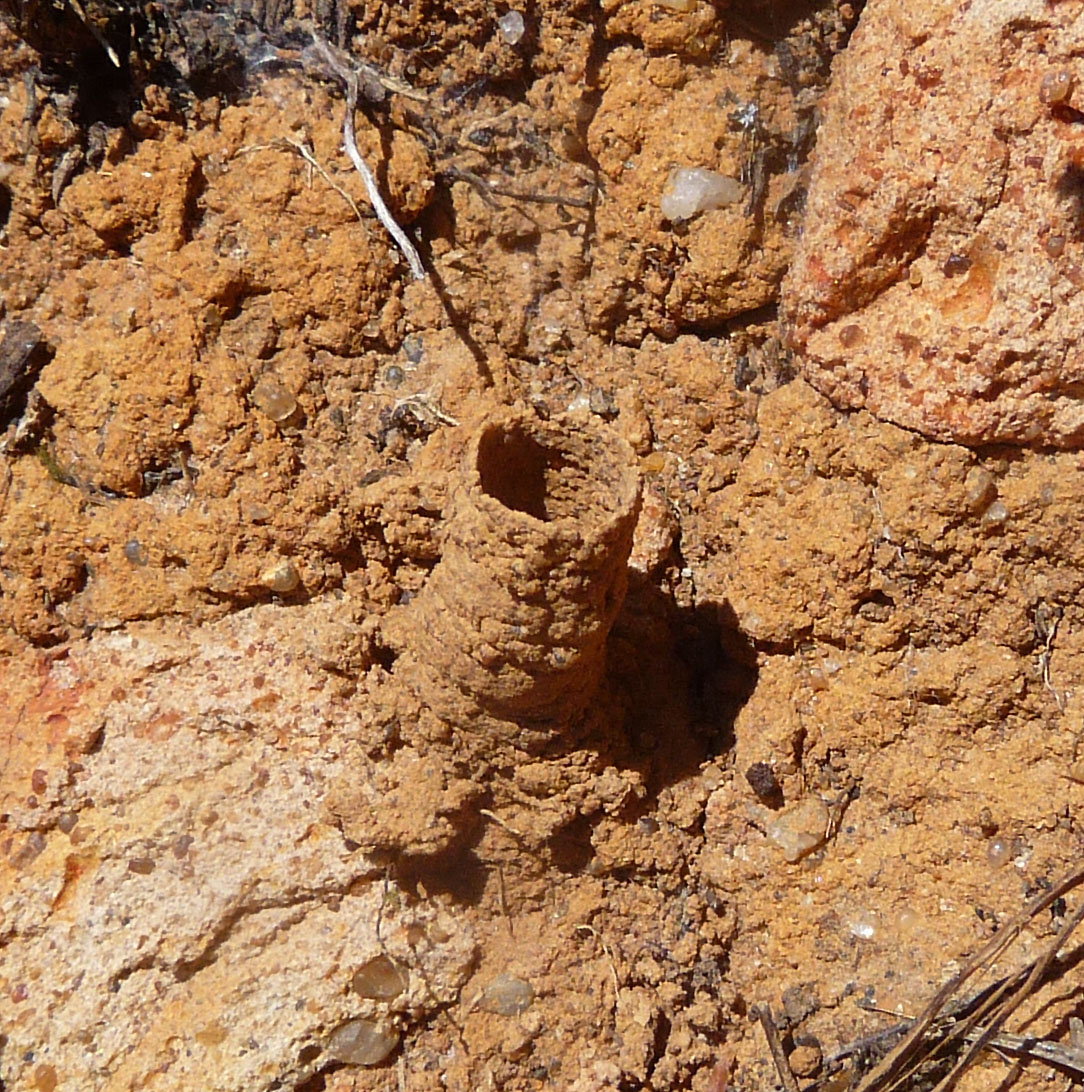
Cheminée d'Odynerus (Eumeninae)
- Sphex funerarius (Sphecidae), dans son nid, rentrant une jeune Sauterelle et un Miltogramminae (Metopia ou Miltogramma) tentant de parasiter sa larve.